# 吉裸恁
吉蘿琳(谚文：길라임)，为电视剧秘密花园 (韩国电视剧)中的女主角，由韩国女星河智苑扮演。中国大陆的字幕组及论坛一般将其名译为“吉罗琳”或“吉罗任”。剧中吉罗琳为一位特技演员，因为职业常常被轻视且经济生活并不富裕，所以时时要看别人脸色向别人道歉。但其还是一直坚持自己的信念和追求自己的梦想。吉罗琳偶像是剧中的歌手奥斯卡，在一次偶然的机会中吉罗琳邂逅了奥斯卡的表弟百货店社长金洙元，在与其生活的交互和一些奇幻事件的影响下，罗林与金洙元上演了一场爱情故事。

## 相关剧情
吉罗琳母亲在其刚出生便去世，父亲为消防队员，在其17岁时因为任务不幸遇难。自此吉罗琳便依靠邻居的救助和国家提供的生活补助过活。长大后曾做过多次杂工(剧中吉罗琳简历所示)，目前在一家武馆做动作演员及教员。
在一次片场排练中，吉罗琳为保护演员不幸受伤，但还是坚持继续拍戏。同时男主角金主園错把罗琳当作另外一位演员带走，在发现认错之后金主園又注意到了罗琳受伤很严重，于是罗林被金送进了医院。从医院出来后，罗林遇到了自己的偶像奥斯卡，而且奥斯卡与金主園是相识。
由于罗琳总是在主園的脑中出现，所以主園设法要到了罗琳的电话，并找到了罗琳任职的武馆。为了见到罗琳，主園成为了武馆的学员并查看了罗琳的伤势。罗琳到主園的百货大楼拍片子，但导演总是指责罗林，作为百货店社长的主園挺身而出，对众人表示罗琳是他心中的明星，自己是罗琳的粉丝。主園之后请罗琳吃烛光晚餐，但由于阶级的矛盾两人不欢而散。而之后主園以要罗琳还去医院的钱为借口把罗琳约到一家高级场所，但又是由于主園指责罗琳的贫穷，使罗琳再次受伤而走。
奥斯卡去济州岛拍摄MV，而罗琳恰好中了与奥斯卡浪漫之旅的机会也去了济州岛。在岛上主園和奥斯卡进行自行车比赛，同行的罗琳却失踪在半路，于是主園放弃了比赛反回寻找她，最后终于在森林里找到。两人在森林里找到了一个神秘的地方，于是在那里吃了顿饭，之后他们顺利返回济州岛所栖宾馆。在宾馆，主園告诉罗琳说她只能当她的人鱼公主，在某一时刻就会像泡沫一样消失，这让两人又不欢而散。各怀心事的两人喝了从神秘地方带回来的药酒，于是身体发生了互换。而互换身体是罗琳爸爸显灵的安排，但是他们并不知道。
罗琳和主園互相充当对方的角色，用对方的身体在对方的世界生活。主園用罗琳的身体告诉暗恋罗琳的武馆教练不要向她表白，同时又应付了用钱想赶走罗琳的自己的妈妈。罗琳用主園的身体帮助奥斯卡，并且不听主園的指示在主園公司的文件上签字。
罗琳的身体和主園的身体在某一次大雨中又换了回来，主園于是找到罗琳并拥抱了她。主園在此之后更是找各种借口追罗林不舍，但说出的如地位财富和只能做人鱼公主的话总是伤害到罗琳的心。在家里的阻挠和罗琳的伤心拒绝下，周远考虑良久对罗琳说他自己来做人鱼公主，同时罗琳告诉主園没有人会为明知道分手的爱情去付出。主園于是要求罗琳考虑。在一次武馆workshop的时候，主園注视着睡着的罗琳，罗林醒来后，通过内心独白表达了自己对主園的爱意。

## 經典台詞
```
主園對羅琳：不去醫院都留下疤了，這下不能去參加韓國小姐了。
```

```
主園對羅琳：吉羅琳小姐，你是從去年開始這麼漂亮的嗎？
```

```
主園對羅琳：你夢到了什麼這麼痛苦？
羅琳對主園：我夢到了你。
主園對羅琳：和我在夢裡也不幸福嗎？
羅琳對主園：就算不幸福你也要來，明天、後天都要來...
```

## 内部链接
- 秘密花园(韩国电视剧)